# Grupo 6 de Astronautas da NASA

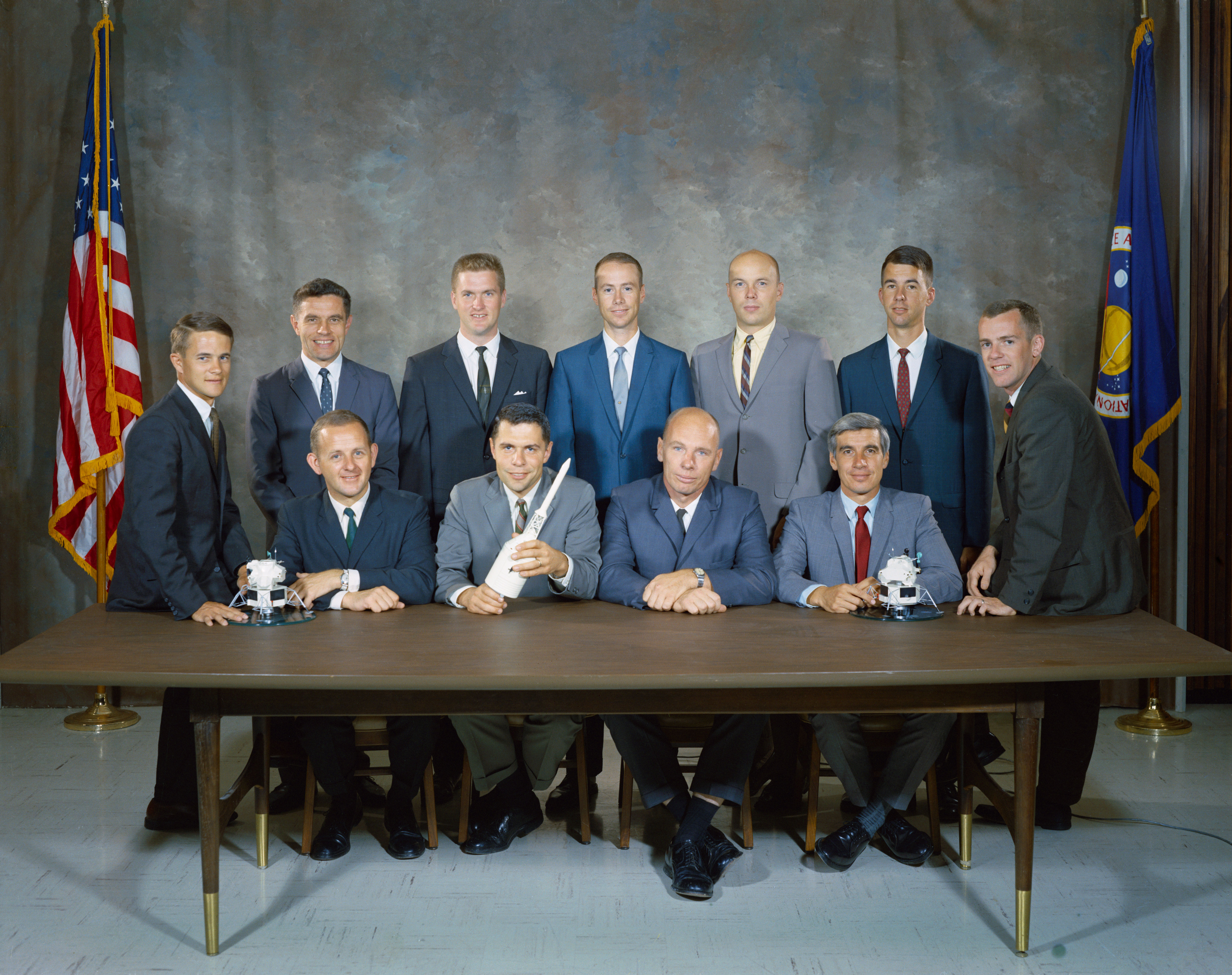
Os astronautas em 1967. Em pé: Allen, Henize, England, Holmquest, Musgrave, Lenoir e O'Leary. Sentados: Chapman, Parker, Thornton e Llewellyn.

O Grupo 6 de Astronautas da NASA, também chamado de XS-11 ou Os Onze em Excesso, foi um grupo de astronautas selecionado pela Administração Nacional da Aeronáutica e Espaço (NASA) para integrarem o programa espacial dos Estados Unidos. Foi o sexto grupo de astronautas da NASA e o segundo composto por cientistas, tendo sido anunciado em 4 de agosto de 1967. Os onze eram Joseph Allen, Philip Chapman, Anthony England, Karl Henize, Donald Holmquest, William Lenoir, Anthony Llewellyn, Story Musgrave, Brian O'Leary, Robert Parker e William Thornton.
A NASA tinha estabelecido planos ambiciosos para depois do encerramento do Programa Apollo, com um novo grupo de astronautas-cientistas sendo necessário para complementar o Grupo 5 de pilotos escolhidos em 1966. O processo inicial de seleção foi feito pela Academia Nacional de Ciências, que repassou os candidatos pré-aprovados para a NASA, que selecionou onze. Nesse período, cortes orçamentários no programa espacial começaram a ocorrer e os escolhidos foram avisados que não deveriam esperar poderem ir para o espaço devido a um excesso de astronautas e escassez de missões.
Dos membros do Grupo 6, dois deixaram o programa espacial ainda no treinamento: Llewellyn por motivos pessoais e O'Leary por objeções contra a segurança dos treinamentos de voo. Os restantes, assim que seus treinamentos terminaram, foram designados para posições de apoio nos programas Apollo e Skylab. Chapman e Holmquest acabaram deixando a NASA depois disso pela falta de oportunidades de voo. Daqueles que permaneceram, todos foram para o espaço pelo menos uma vez no Ônibus Espacial, tendo atuado como os primeiros especialistas de missão do programa.

## Astronautas
| Imagem | Nome                 | Nascimento             | Falecimento           | Carreira | ref    |
| ------ | -------------------- | ---------------------- | --------------------- | --- | ------ |
|        | Joseph P. Allen IV   | 27 de junho de 1937    |                       | Nascido em Crawfordsville, Indiana, formou-se em 1959 com um bacharelato em matemática e física pela Universidade DePauw. Conquistou um mestrado em 1961 e depois um doutorado em 1965 em física, ambos pela Universidade Yale. Trabalhou de 1965 a 1967 como assistente de pesquisa no Laboratório de Estrutura Nuclear da Universidade Yale. Atuou entre 1975 e 1978 como administrador assistente de questões legislativas da NASA em Washington, D.C.. De 1980 a 1981 foi assistente técnico do Diretor de Operações de Voo. Fez seu primeiro voo espacial em novembro de 1982 como especialista de missão na STS-5 a bordo do Columbia, o primeiro voo operacional do ônibus espacial. Retornou ao espaço em novembro de 1984 na STS-51-A no Discovery. Aposentou-se da NASA em 1985. | [ 1 ]  |
|        | Philip K. Chapman    | 5 de março de 1935     | 5 de abril de 2021    | Nascido em Melbourne, Austrália, serviu na reserva da Real Força Aérea Australiana de 1953 a 1956. Formou-se em 1956 com um bacharelato em matemática e física pela Universidade de Sydney. Trabalhou entre 1960 e 1961 como engenheiro eletro-ótico na Canadian Aviation Electronics. Conquistou um mestrado em aeronáutica e astronáutica em 1964 e depois um mestrado em instrumentação em 1967, ambos pelo Instituto de Tecnologia de Massachusetts. Aposentou-se da NASA em 1972, antes de ser designado para uma missão espacial. | [ 2 ]  |
|        | Anthony W. England   | 15 de maio de 1942     |                       | Nascido em Indianápolis, Indiana, formou-se em 1965 com um bacharelato e mestrado em geologia pelo Instituto de Tecnologia de Massachusetts. Trabalhou no Instituto de Tecnologia de Massachusetts no desenvolvimento de radares para sondagem da Lua na Apollo 17. Conquistou um doutorado em 1970 em geofísica pelo Instituto de Tecnologia de Massachusetts. Transferiu-se para o Serviço Geológico dos Estados Unidos em 1972, onde atuou como vice-chefe do Escritório de Geoquímica e Geofísica, retornando para a NASA em 1979. Fez seu único voo espacial como especialista de missão da STS-51-F no Challenger em julho de 1985. Foi cientista de programa da Estação Espacial Freedom de 1986 a 1987. Aposentou-se da NASA em 1988. | [ 3 ]  |
|        | Karl G. Henize       | 17 de outubro de 1926  | 5 de outubro de 1993  | Nascido em Cincinnati, Ohio, formou-se em 1947 com um bacharelato em matemática pela Universidade da Virgínia. Conquistou em 1947 um mestrado em astronomia pela Universidade da Virgínia. Trabalhou no Observatório Lamont–Hussey na África do Sul de 1948 a 1951. Conseguiu um doutorado em astronomia em 1954 pela Universidade de Michigan. Atuou como astrônomo do Observatório Astrofísico Smithsoniano entre 1956 e 1959, depois foi professor na Universidade do Noroeste até 1964. Foi como especialista de missão da STS-51-F em julho de 1985 no Challenger. Aposentou-se da NASA em 1986. | [ 4 ]  |
|        | Donald L. Holmquest  | 7 de abril de 1939     |                       | Nascido em Dallas, Texas, formou-se em 1962 com um bacharelato em engenharia elétrica pela Universidade Metodista Meridional. Conquistou um doutorado em medicina pela Universidade Baylor em 1967, e no ano seguinte um doutorado em fisiologia pela mesma instituição. Trabalhou nos sistemas de habitação e experimentos médicos da Skylab e depois atuou nas áreas de medicina nuclear em diferentes centros médicos e instituições de ensino. Aposentou-se da NASA em 1973 antes de ser designado para alguma missão espacial. | [ 5 ]  |
|        | William B. Lenoir    | 14 de março de 1939    | 26 de agosto de 2010  | Nascido em Miami, Flórida, formou-se em 1961 com um bacharelato em engenharia elétrica pelo Instituto de Tecnologia de Massachusetts, seguido no ano seguinte por um mestrado. Conquistou um doutorado em 1965 em engenharia elétrica e ciência da computação pelo Instituto de Tecnologia de Massachusetts. Trabalhou como suporte na Skylab, depois participou do desenvolvimento de diversas áreas do Ônibus Espacial. Foi ao espaço em novembro de 1982 na STS-5 a bordo do Columbia na capacidade de especialista de missão. Em seguida atuou na gerência de desenvolvimento de missões do Escritório dos Astronautas. Aposentou-se da NASA em 1984, porém retornou em 1989 como administrador associado para voos espaciais. Saiu da NASA em 1992. | [ 6 ]  |
|        | J. Anthony Llewellyn | 22 de abril de 1933    | 2 de julho de 2013    | Nascido em Cardiff, País de Gales, formou-se em 1955 com um bacharelato em química pelo Colégio Universitário de Cardiff. Conquistou um doutorado no mesmo campo e pela mesma instituição em 1958. Trabalhou no Conselho Nacional de Pesquisa do Canadá e depois tornou-se associado de pesquisa e professor na Universidade Estadual da Flórida a partir de 1960. Demitiu-se da NASA em 1968 durante o treinamento de voo por motivos pessoais. | [ 7 ]  |
|        | F. Story Musgrave    | 19 de agosto de 1935   |                       | Nascido em Boston, Massachusetts, entrou em 1953 no Corpo de Fuzileiros Navais e formou-se em 1958 com um bacharelato em matemática e estatística pela Universidade de Syracuse. Conquistou um mestrado em análises de operações e programação de computadores pela Universidade da Califórnia em Los Angeles em 1959, um bacharelato em química pela Faculdade Marietta em 1960, um doutorado em medicina pela Universidade Columbia em 1964 e um mestrado em fisiologia e biofísica pela Universidade de Kentucky em 1966. Participou do desenvolvimento de equipamentos de atividades extraveiculares para o Programa Ônibus Espacial. Foi ao espaço em seis ocasiões diferentes: em abril de 1983 na STS-6 na viagem inaugural do Challenger, em julho de 1985 na STS-51-F no Challenger, em novembro de 1989 na STS-33 no Discovery, em novembro de 1991 na STS-44 no Atlantis, em dezembro de 1993 na STS-61 no Endeavour e em novembro de 1996 na STS-80 no Columbia, todos como especialista de missão. Nesse meio tempo também conseguiu, em 1987, um mestrado em literatura pela Universidade de Houston. Aposentou-se da NASA em 1997. | [ 8 ]  |
|        | Brian T. O'Leary     | 27 de janeiro de 1940  | 28 de julho de 2011   | Nascido em Boston, Massachusetts, formou-se em 1961 com um bacharelato em física pela Faculdade Williams. Conquistou um mestrado em astronomia pela Universidade de Georgetown em 1964 e um doutorado em filosofia pela Universidade da Califórnia em Berkeley em 1967. Demitiu-se da NASA em 1968 durante os treinamentos de voo. | [ 9 ]  |
|        | Robert A. R. Parker  | 14 de dezembro de 1936 |                       | Nascido em Nova Iorque, Nova Iorque, formou-se em 1958 com um bacharelato em astronomia pela Faculdade Amherst. Conquistou um doutorado em astronomia pelo Instituto de Tecnologia da Califórnia. Trabalhou como professor associado de astronomia na Universidade de Wisconsin. Foi ao espaço como especialista de missão da STS-9 no Columbia em novembro de 1983 e depois como especialista de missão na STS-35 a bordo do Columbia em dezembro de 1990. Trabalhou como diretor da Divisão de Política e Planos na sede da NASA entre janeiro e dezembro de 1991, como diretor do programa de operações do Spacehab de janeiro de 1992 até novembro de 1993, gerente do Programa de Utilização de Operações Espaciais de dezembro de 1993 a agosto de 1997 e diretor do escritório de gerência do Laboratório de Propulsão a Jato até se aposentar da NASA em agosto de 2005. | [ 10 ] |
|        | William E. Thornton  | 14 de abril de 1929    | 11 de janeiro de 2021 | - STS-8, Agosto de 1983: especialista de missão, missão de implantação do satélite INSAT-1B - STS-51-B, Abril 1985: especialista de missão, missão Spacelab | [ 11 ] |